# Theristria maculosa
Theristria maculosa is een insect uit de familie van de Mantispidae, die tot de orde netvleugeligen (Neuroptera) behoort. 
Theristria maculosa is voor het eerst wetenschappelijk beschreven door Lambkin in 1986.